# Molophilus incomptus
Molophilus incomptus är en tvåvingeart som beskrevs av Alexander 1927. Molophilus incomptus ingår i släktet Molophilus och familjen småharkrankar. Inga underarter finns listade i Catalogue of Life.